# Haine (rivière)
Pour les articles homonymes, voir Haine (homonymie).
La Haine ou Hayne est une rivière de Belgique et de France, et un affluent de l'Escaut.
Elle a donné son nom à l'historique comté de Hainaut et plus récemment à la province de Hainaut, une des dix provinces de Belgique.

## Hydronymie

### Attestations anciennes
Hangna (936-57) ; Haina (945), Hainæ (Xe siècle), Hainam (1034) ; Hagna (Xe siècle), Hagnam (Xe siècle), Hagna (± 1040), Hagna (1096), Hagnam (1158).

### Étymologie
Selon Maurits Gysseling, le nom de la Haine est issu de l’ancien germanique Haginō-, dérivé de hagō- ( « bois »), et signifie « celle qui traverse les bois ».

## Géographie
La Haine prend sa source à une altitude de 179 m, sur le territoire d'Anderlues en Belgique, et se jette dans l'Escaut, à l'altitude de 16 m à Condé-sur-l'Escaut en France, où elle se nomme la Hayne. Elle donne son nom aux villages de Bois-d'Haine, Haine-Saint-Pierre, Haine-Saint-Paul et Ville-sur-Haine   ainsi que Montroeul-sur-Haine.

Elle délimite l'ouest du sillon industriel Sambre-Meuse.
À son confluent avec l'Escaut se trouvait l'abbaye Notre-Dame de Condé.

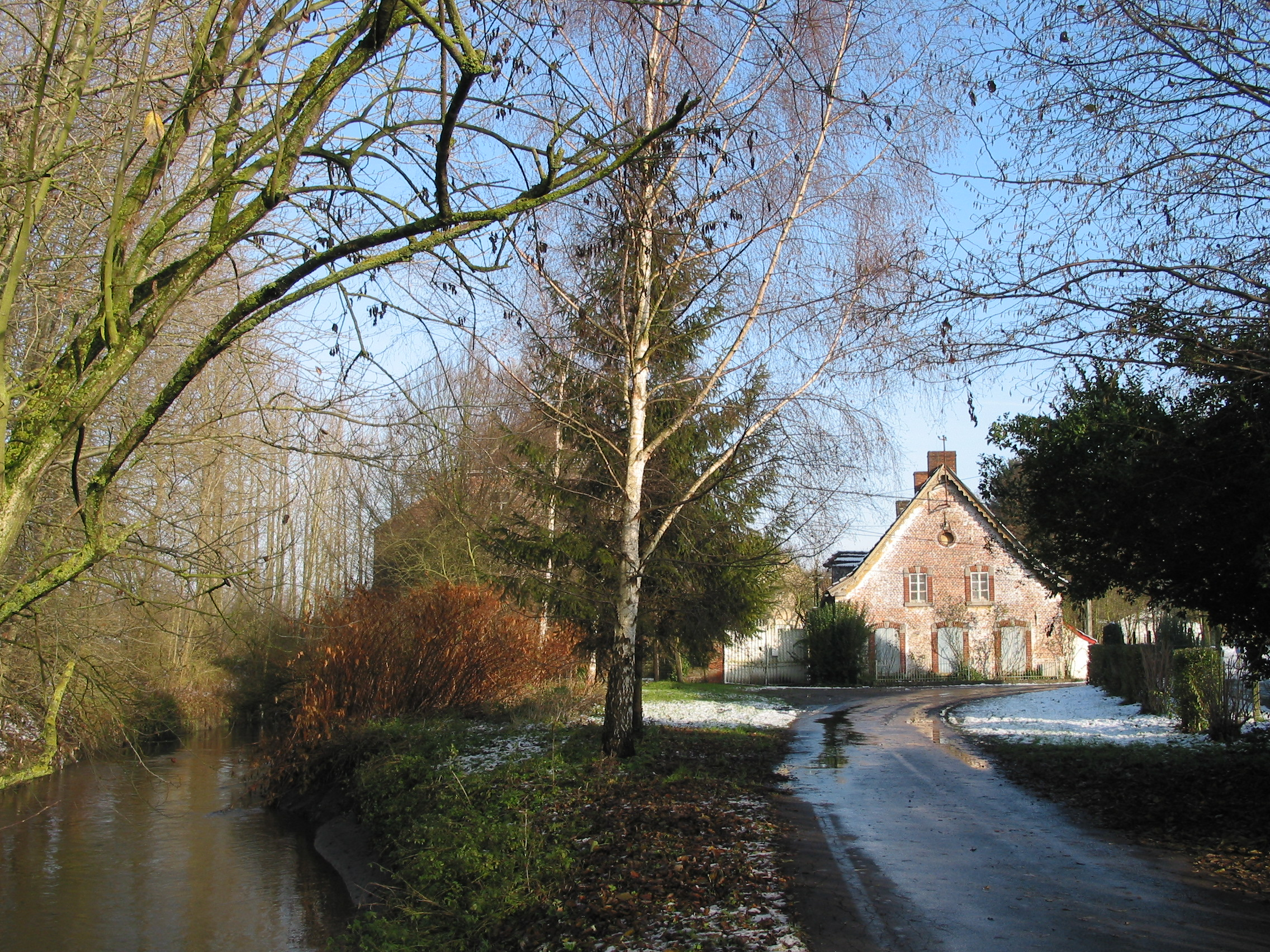
La Haine à Havré.
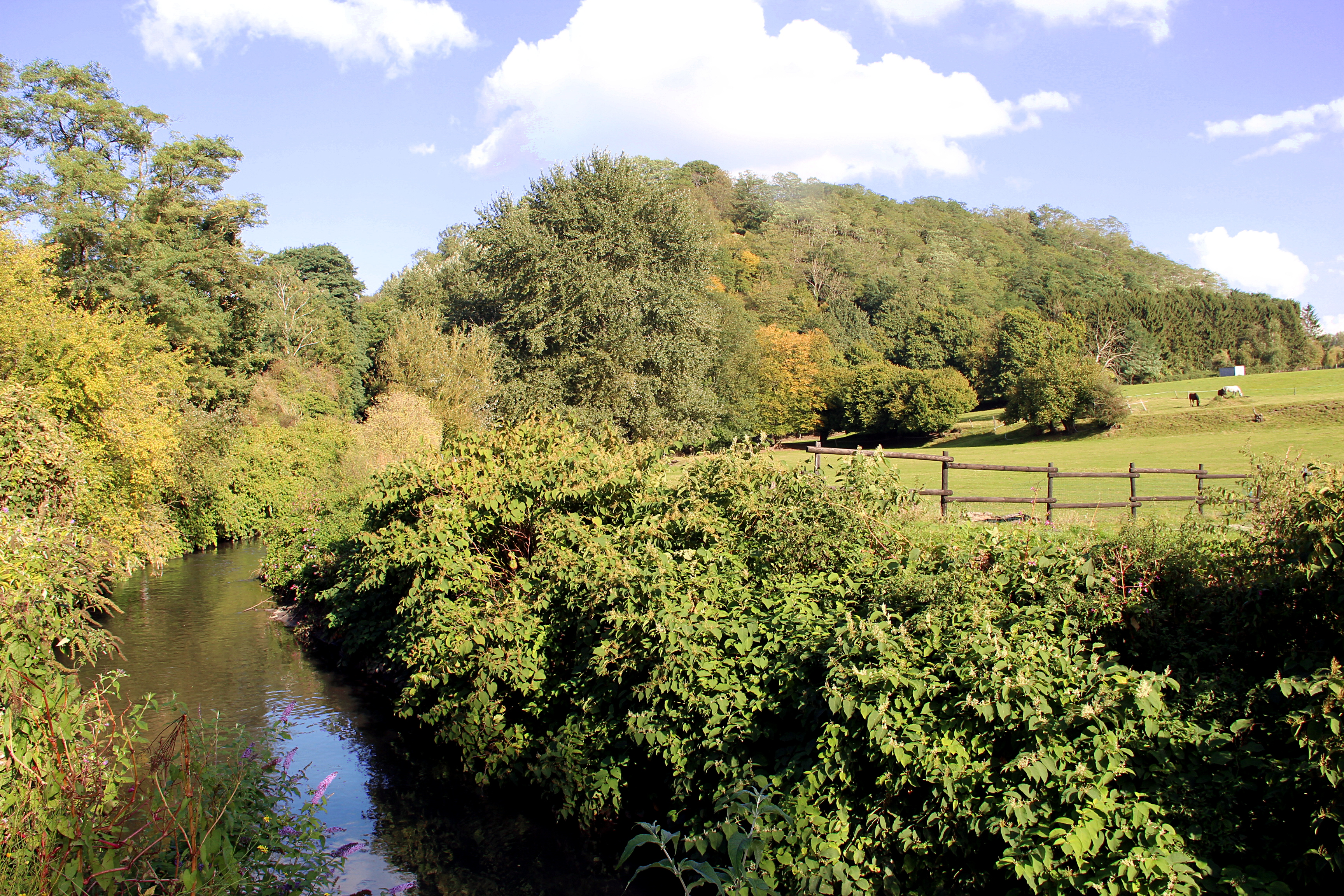
La Haine à Havré en automne.
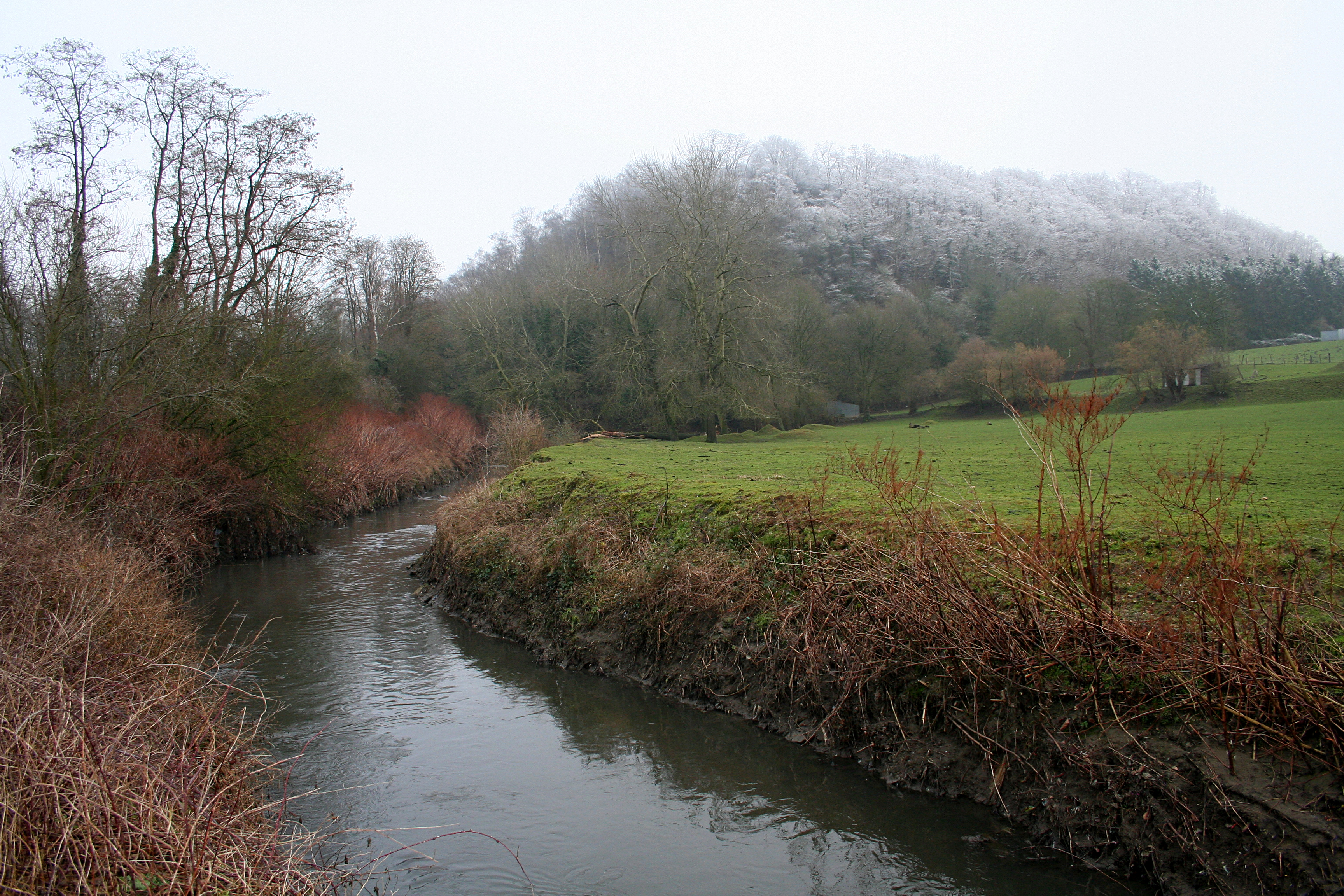
La Haine à Havré en hiver.
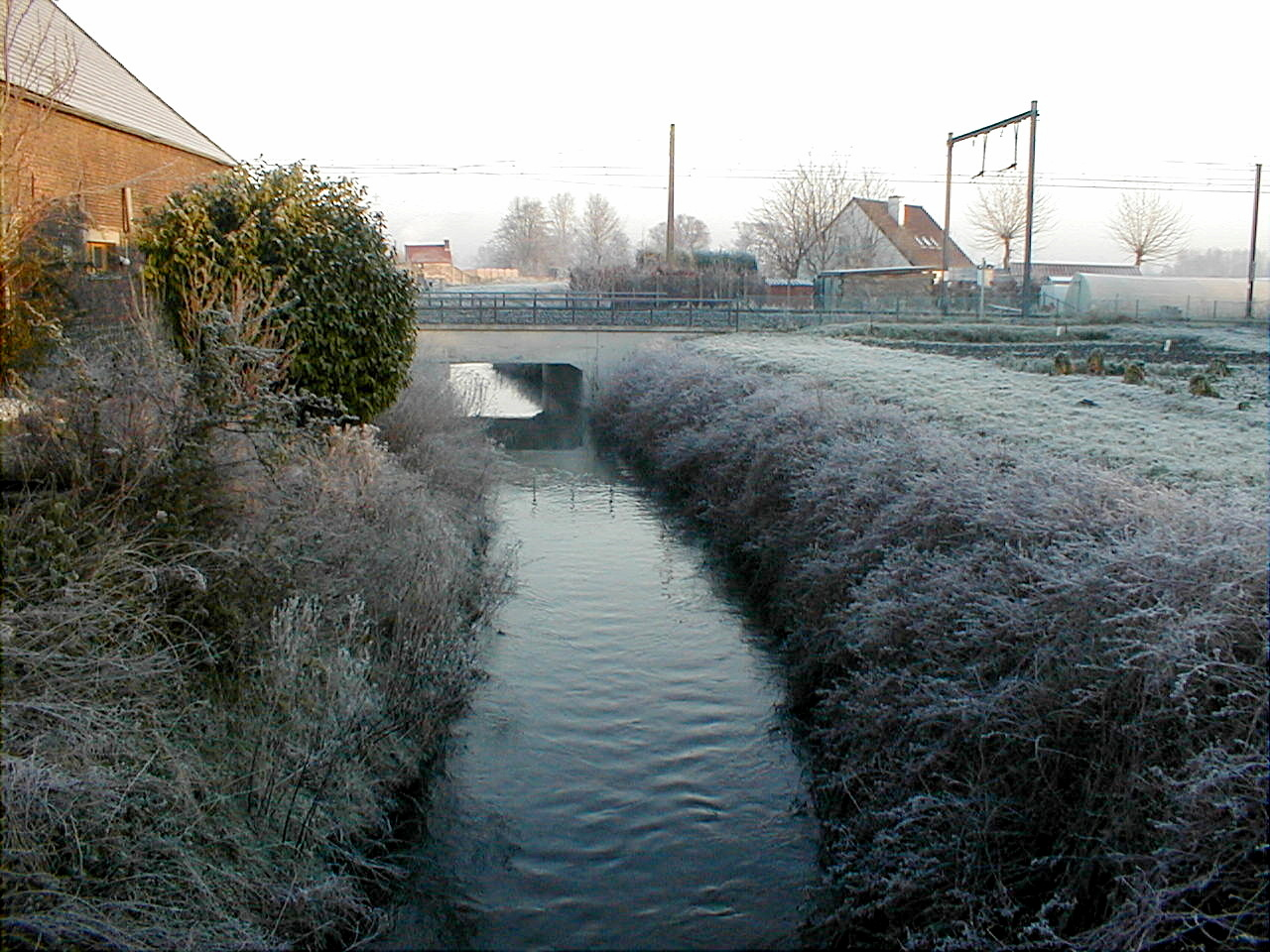
La Haine à Boussu.

## Qualité des eaux
Depuis des décennies, la Haine et certains de ses affluents ont perdu toute possibilité d'héberger la vie piscicole du fait des rejets d'eaux usées (provenant des activités industrielles, artisanales ou des particuliers)[réf. souhaitée], et ce, malgré les récents efforts d'assainissement entrepris (construction de stations d'épuration). Cependant la Haine canalisée continue de figurer dans la liste des cours d'eau de Wallonie où la pêche est autorisée.